# Aspirációs füstérzékelő

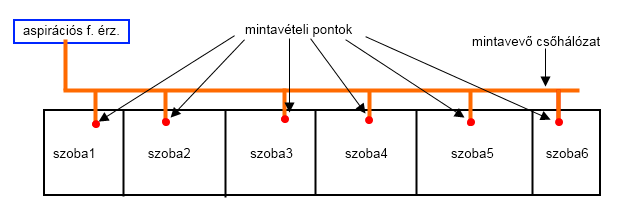
Többszobás épület védelme az érzékelővel

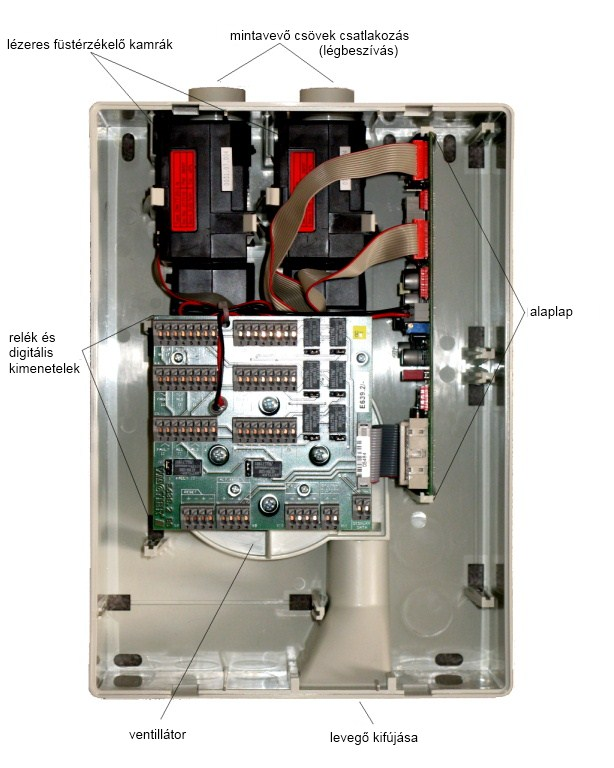
Egy aspirációs füstérzékelő belülről

Az aspirációs füstérzékelő a tűz észlelésének modern eszköze. Fő részei a levegőminta szívó és elemző egység, illetve a mintavevő csőhálózat.

## Működési elve
A levegőminta szívó és elemző egység folyamatosan szívja be a levegőt a csőhálózatba a szívóberendezése segítségével. A levegőminta áthalad egy szűrőn, ahol a berendezés eltávolítja a port és az egyéb szennyeződéseket. 
Maga a füstérzékelés egy lézeres érzékelőkamrában történik, ahol a lézerfény megtörik az esetleges füstrészecskéken, melyet az érzékelők érzékelnek. A modern érzékelők lehetővé teszik a részecskék 3D-s érzékelését, s ezáltal a füstrészecskék méretének meghatározását is.
A szoftveres jelfeldolgozást követően a füstérzékelő továbbítja a jelet a tűzjelző központnak, mely beállítását függően további akciót (hang- és/vagy fényjelzés, tűzoltók riasztása, stb.) kezdeményez.

## Előnyei
- a füstérzékelő csőhálózata nem csak a mennyezetre, hanem szinte bárhova elhelyezhető, így pl. a levegő áramlásának útjába állítva elkerülhető az, hogy a légáram elfújja a füstöt az érzékelők alól
- könnyen elhelyezhető csőleágazás, vagy készíthető újabb mintavételi furat
- építészetileg teljesen elrejthető a csőhálózat, így műemlékek tűzvédelme is biztosítható
- az ember számára még nem látható füstrészecskék is detektálhatóak, így a korai riasztással elkerülhető a nagyobb károkat okozó tűz fellángolása, illetve egyes esetekben megelőzhető a költséget jelentő oltóanyag felhasználása is